# 拉沙佩勒鲁斯兰
拉沙佩勒鲁斯兰（法語：La Chapelle-Rousselin，法語發音：[la ʃapɛl ʁuslɛ̃] ⓘ）是法国曼恩-卢瓦尔省的一个旧市镇，属于绍莱区。2015年12月15日，拉沙佩勒鲁斯兰和相邻的其它11个市镇合并为新市镇安茹地区舍米耶（Chemillé-en-Anjou）。

## 地理
拉沙佩勒鲁斯兰（47°12'49"N, 0°47'43"W）面积12.54 平方千米，位于法国卢瓦尔河地区大区曼恩-卢瓦尔省，该省份为法国西部内陆省份，大致对应安茹地区，北起顺时针与马耶讷省、萨尔特省、安德尔-卢瓦尔省、维埃纳省、德塞夫勒省、旺代省、大西洋卢瓦尔省和伊勒-维莱讷省接壤。
与拉沙佩勒鲁斯兰接壤的市镇（或旧市镇、城区）包括：雅莱、圣乔治德加尔德、圣莱赞、特雷芒蒂讷、舍米耶、舍米耶-默莱。
拉沙佩勒鲁斯兰的时区为UTC+01:00、UTC+02:00（夏令时）。

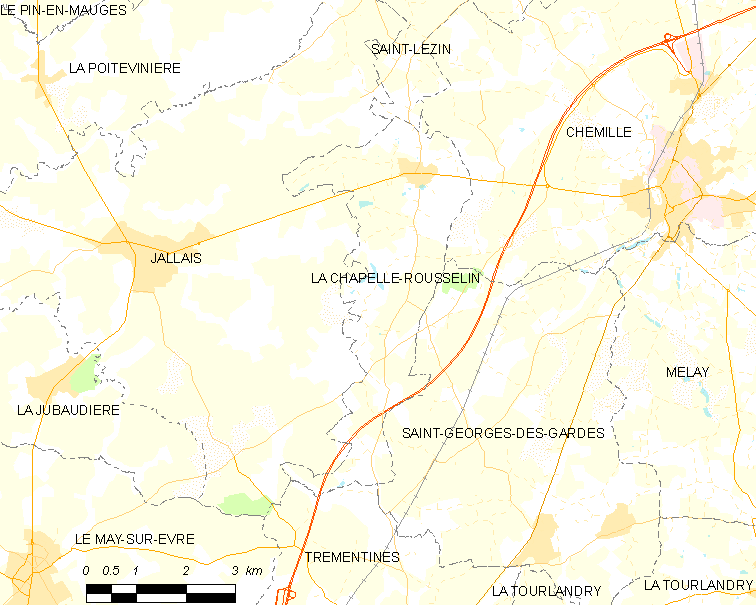
拉沙佩勒鲁斯兰的OSM定位图

## 行政
拉沙佩勒鲁斯兰的邮政编码为49120，INSEE市镇编码为49074。

## 政治
拉沙佩勒鲁斯兰所属的省级选区为安茹地区舍米耶县。

## 人口

1962-2008年间拉沙佩勒鲁斯兰人口变化图示

拉沙佩勒鲁斯兰于2018年1月1日时的人口数量为785人。